# Dufourea eremica
Dufourea eremica là một loài Hymenoptera trong họ Halictidae. Loài này được Ebmer mô tả khoa học năm 1976.